# 9670 Магні
9670 Магні (9670 Magni) — астероїд головного поясу, відкритий 10 липня 1997 року.
Тіссеранів параметр щодо Юпітера — 3,230.